# Roggeveldia
Roggeveldia é um género botânico pertencente à família Iridaceae.